# 修道院监狱

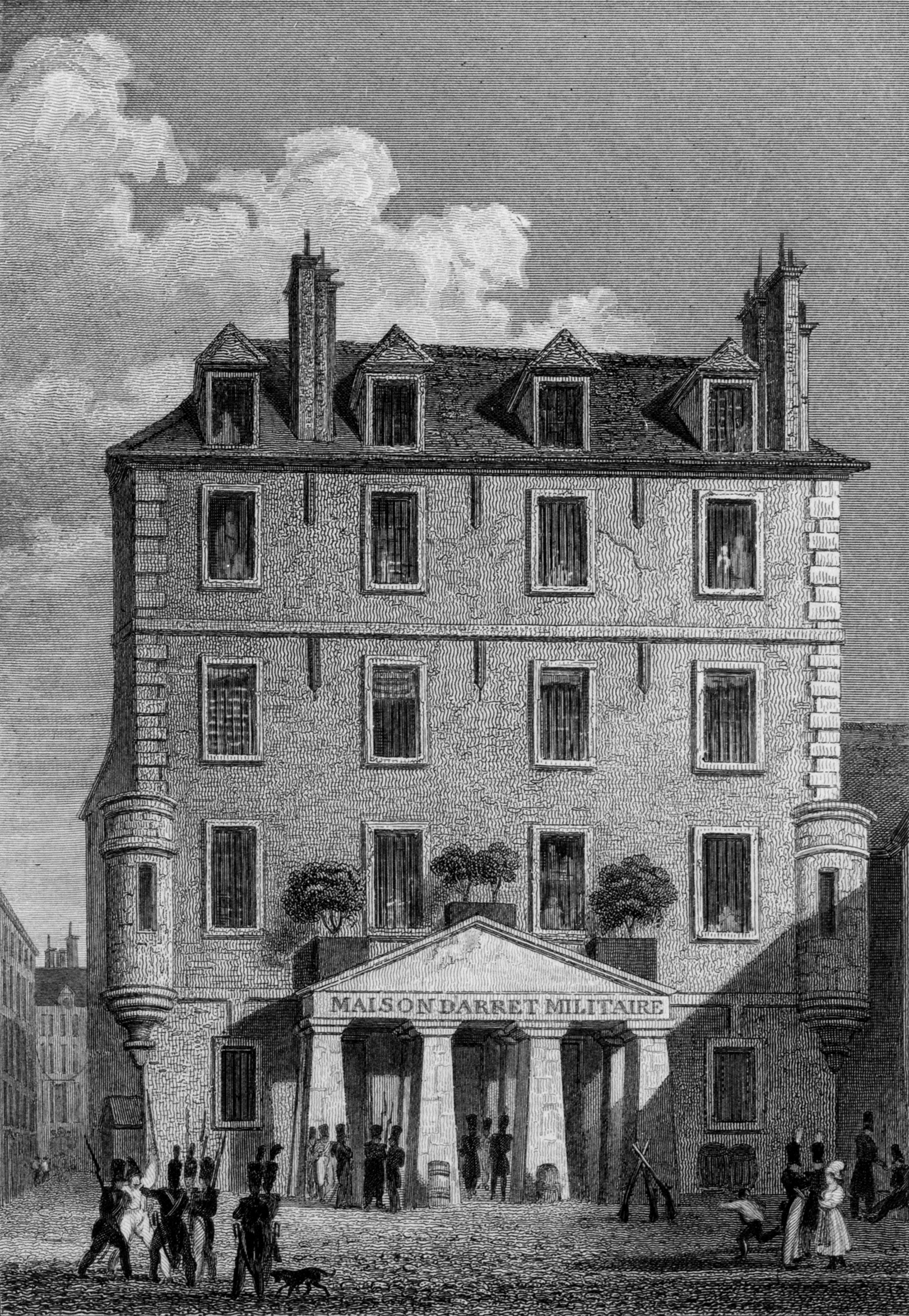
修道院监狱，1831年

修道院监狱（法語：Prison de l’Abbaye）是巴黎历史上的一个监狱，1522年至1854年间使用。最后一座建筑由克里斯托夫·加马尔建于1631年，高三层，两侧是两座角楼。这是法国大革命中最血腥的一幕。
罗兰夫人是吉伦特派内政部长让-马利·罗兰的妻子，1793年第一次被捕时被关押在这里，后来转移到圣佩拉吉监狱。

## 历史

### 革命前
修道院监狱位于圣日耳曼德普雷修道院大院的东南角，入口位于圣玛格丽特街，即今天的圣日耳曼大道。这座修道院可以追溯到巴黎最早的时代，当时希尔德贝特一世在伊西斯或刻瑞斯神庙的原址上，建立了一座修道院，专门供奉圣十字和萨拉戈萨的文生。这座修道院后来以主教巴黎的日耳曼的名字命名。其教堂称为“墨洛温王朝的圣丹尼斯”，因为内有希尔德贝特一世和其他国王的陵墓。

### 屠杀

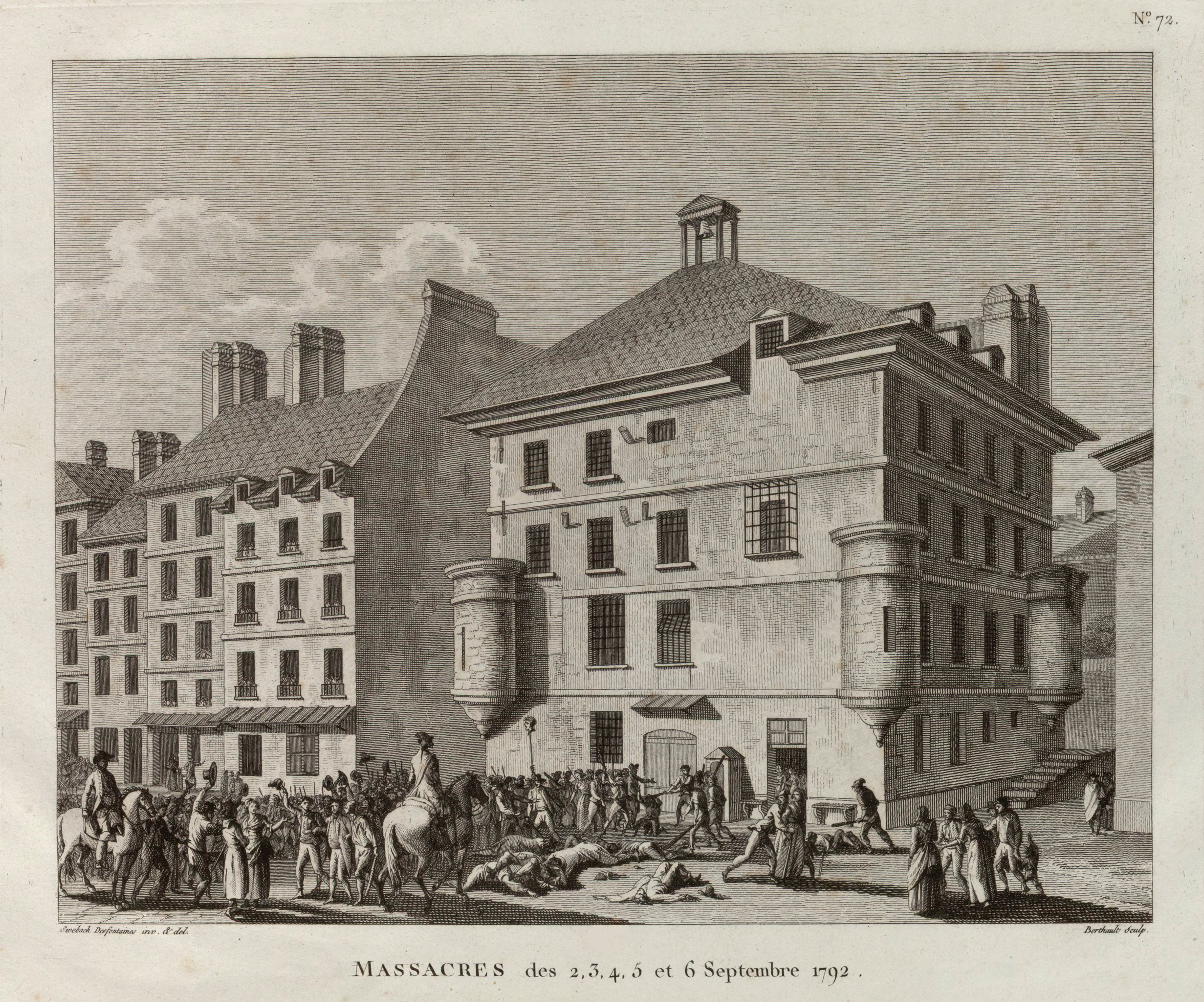
修道院监狱

1792年9月2日至4日，三天之内，修道院监狱有160-220人被杀害。

### 拆除
修道院监狱后来被改造为军事监狱。1854年因修建圣日耳曼大道而拆除。